# Onthophagus umbilicopunctatus
Onthophagus umbilicopunctatus là một loài bọ cánh cứng trong họ Bọ hung (Scarabaeidae).